# Парквеј (Калифорнија)
Парквеј (енгл. Parkway) насељено је место без административног статуса у америчкој савезној држави Калифорнија.

## Демографија
По попису из 2010. године број становника је 14.670.
| Група             | 2000.    | 2010.         |
| Белци             | 0 (0,0%) | 3.033 (20,7%) |
| Афроамериканци    | 0 (0,0%) | 2.696 (18,4%) |
| Азијати           | 0 (0,0%) | 1.997 (13,6%) |
| Хиспаноамериканци | 0 (0,0%) | 6.185 (42,2%) |
| Укупно            | 0        | 14.670        |